# جاك هوليداي
جاك هوليداي هو دي جيه سويسري، ولد في 11 مارس 1982 في زيورخ في سويسرا.

## وصلات خارجية
- الموقع الرسمي
- جاك هوليداي على موقع ميوزك برينز (الإنجليزية)
- جاك هوليداي على موقع ديسكوغز (الإنجليزية)